# Rhyacophila azumaensis
Rhyacophila azumaensis là một loài Trichoptera trong họ Rhyacophilidae. Chúng phân bố ở miền Cổ bắc.